# Знамеровская, Татьяна Петровна
Татья́на Петро́вна Знамеро́вская (1912—1977) — советский искусствовед, специалист по искусству Итальянского Возрождения, Испании и Италии XVII века. Доктор искусствоведения, доцент.

## Биография
В своей биографии она указывает, что родилась в Москве, в семье офицера-артиллериста Петра Иосифовича Знамеровского (умер в 1959 г., похоронен на Богословском кладбище Санкт-Петербурга). С 1916 года жила в Киеве. Школу посещала с 4-го класса. До этого её воспитательницей была Е. Л. Вишневская, окончившая курс в университете Гренобля. В 1926 году Татьяна Знамеровская переехала в город Пушкин (Детское село), куда её отец был отправлен для обучения на Высших командирских курсах.
В 1931 г. Знамеровская вышла замуж за Павла Сигизмундовича Чахурского, с которым, по словам самой Татьяны Петровны, было связано "все счастье её жизни". Первое высшее образование Знамеровская получила в Горном институте.
В 1935 г. вслед за супругом она уехала в Казахстан, в 1936 г. они возвратились в Ленинград. Знамеровская поступила на заочное отделение исторического факультета ЛГУ.
Во время Великой Отечественной войны вместе с мужем они жили на Дальнем Востоке. С 1944 г. Знамеровская работала библиографом Высшей офицерской артиллерийской школы (в Семенове), которой заведовал её отец. В этом же году она перешла на искусствоведческую специальность, только что открывшуюся на истфаке.
В 1946 г. Знамеровская защитила дипломную работу и поступила в аспирантуру, в 1950 году защищитила диссертацию на соискание учёной степени кандидата искусствоведения по теме «Рибера и традиции испанского реализма». С этого же времени она преподавала на кафедре истории искусства, с  1949 по 1975 — в качестве доцента.
В автобиографии 29.04.1973 г. Знамеровская писала:
"Теперь, когда основная часть жизни уже позади и неизвестно сколько времени и сил осталось в моем распоряжении, когда на Богословском кладбище спят мои родители ..., оглядываясь назад, я чувствую, что прожила счастливую жизнь, понимаю, насколько я должна быть благодарна жизни".
В 1975 году защитила диссертацию на соискание учёной степени доктора искусствоведения по теме «Проблемы кватроченто и творчество Мазаччо».
Кроме научных трудов, Знамеровская оставила несколько сборников стихотворений (не опубликованы), которые высоко оценивал В. А. Рождественский. Впервые перевела на русский язык сонеты Рафаэля.
В 1977 году передала в дар свою коллекцию керамики музею Соликамска: «Эту коллекцию можно объединить названием „Керамика мира“, так как были привезены предметы из Италии, Германии, Венгрии, Польши, Украины, Грузии, Прибалтики и др. Кроме этой коллекции, Татьяна Петровна передала многочисленный личный архив и прекрасное собрание книг по искусству с автографами авторов».